# Пич, къде ми е колата?
„Пич, къде ми е колата?“ (на английски: Dude, Where's My Car?) е американска комедия от 2000 година на режисьора Дани Лайнър, по сценарий на Филип Старк. Във филма главните роли се изпълняват от Ащън Къчър и Шон Уилям Скот.
Филмът е заснет на 12 юни до 1 август 2000 г. и е пуснат на екран на 15 декември 2000 г.

## В България
В България филмът първоначално е разпространен по кината от Дъга Филм Ентъртеймънт през 2001 г., по-късно същата година е издаден на видеокасета от Мейстар.
На 1 февруари 2005 г. е излъчен за първи път по bTV с разписание вторник от 21:00 ч. с български субтитри за телевизията.
През 2020 г. се излъчва по FOX за първи път с български дублаж, направен от Андарта Студио. Екипът се състои от:
| Преводач            | Цветина Живкова                                                                    |
| Редактор            | Милена Павлова                                                                     |
| Тонрежисьор         | Галина Наумова                                                                     |
| Режисьор на дублажа | Чавдар Монов                                                                       |
| Озвучаващи артисти  | Елена Русалиева Милена Живкова Христо Чешмеджиев Димитър Ангелов Александър Митрев |